# Untouchables
Untouchables är det femte studioalbumet av det amerikanska nu-metal bandet Korn, släppt
2002. Untouchables innehåller tyngre och lägre stämda gitarrer än tidigare album.

## Låtlista
1. "Here to Stay" - 4:31
2. "Make Believe" - 4:37
3. "Blame" - 3:51
4. "Hollow Life" - 4:09
5. "Bottled Up Inside" - 4:00
6. "Thoughtless" - 4:33
7. "Hating" - 5:10
8. "One More Time" - 4:39
9. "Alone I Break" - 4:17
10. "Embrace" - 4:27
11. "Beat It Upright" - 4:16
12. "Wake Up Hate" - 3:13
13. "I'm Hiding" - 3:57
14. "No One's There" - 5:01